# Denar gdański (1573)
Denar gdański (1573) – moneta miejska Gdańska wybita w 1573 r., według literatury numizmatycznej z XIX w. – w czasie panowania na tronie polskim i wielkoksiążęcym litewskim Henryka Walezego. W opracowaniach z przełomu XX/XXI w. denar ten zaliczany jest do monet okresu bezkrólewia (1572–1573).  

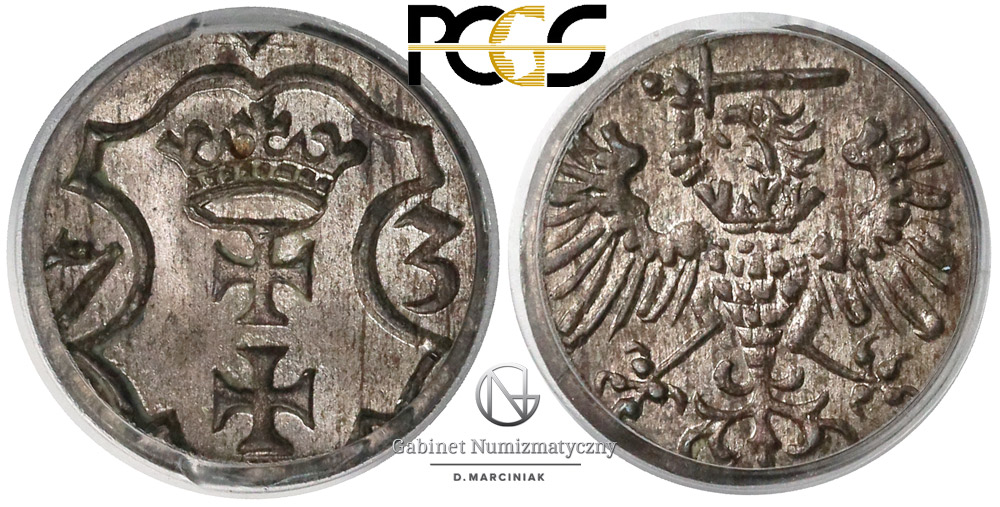
Denar gdański z 1573 r.

W 1573 r., który był drugim kalendarzowym rokiem pierwszego bezkrólewia w Rzeczypospolitej Obojga Narodów i jednocześnie pierwszym kalendarzowym rokiem panowania Henryka Walezego, Gdańsk wybił dwa gatunki swoich monet – denar i szeląg. Były to pierwsze emisje od zamknięcia mennicy miejskiej w 1558 r.

## Charakterystyka
- awers: tarcza herbowa Gdańska, przedzielająca liczbę 73 (skrócona wersja daty rocznej 1573)
- rewers: orzeł ziem pruskich

- metal: srebro 1,5 łutowe – z grzywny 540 sztuk[6]
- masa: 0,37 g
- średnica: 12 mm

## Opis
W XVI w. denary gdańskie bito zarówno przed jak i po roku 1573. Emisje przeprowadzano za panowania:
- Zygmunta I Starego (1539, 1546–1548 oraz bez daty rocznej)[7],
- Zygmunta II Augusta (1549–1558)[8],
- Stefana Batorego (1578–1586)[9][10] oraz
- Zygmunta III Wazy (1590–1599)[11].

Według katalogów z końca XX w. wcześniejsze denarowe emisje miasta odróżniały się od tej z 1573 r. brakiem tarczy herbowej na awersie – bito jedynie herb.
Identycznie jak na denarach bitych przed 1573 r., ani na awersie ani na rewersie, nie umieszczono żadnych elementów tytulatury panującego władcy, inaczej niż na drugiej monecie miejskiej z tego samego roku – szelągu – na którym, z nie do końca wiadomych powodów, pojawiła się tytulatura: SIGIS DEI GRA REX POLONI – tożsama z tą umieszczaną za szelągach gdańskich z okresu panowania Zygmunta I Starego, a nie jego syna, zmarłego przed rokiem Zygmunta II Augusta (SIGIS AVG REX POLO M D LI).